# Dixie D’Amelio
Dixie Jane D’Amelio, znana powszechnie jako Dixie (ur. 12 sierpnia 2001 w Norwalk) – amerykańska osobowość internetowa, influencerka i piosenkarka.

## Kariera
Kariera Dixie rozpoczęła się po tym jak jej siostra, Charli D’Amelio stała się popularna na TikToku. W tym czasie Dixie też zaczęła publikować filmiki na platformie TikTok. Od początku swojej działalności w mediach społecznościowych zgromadziła ponad 57 mln obserwujących na TikToku, na Instagramie 23 mln obserwujących, a na Twitterze 4 mln obserwujących. W 2019 roku wraz ze swoją siostrą Charli dołączyła do Hype House. W 2020 roku zagrała w internetowym serialu YouTube Attaway General. Dixie D’Amelio podpisała kontrakt z United Talent Agency w styczniu 2020 roku. 26 czerwca 2020 roku wydała swój pierwszy singiel „Be Happy”, który uzyskał do czerwca 2023 ponad 103,1 mln odtworzeń na platformie Spotify.
7 sierpnia 2020 roku podpisała kontrakt płytowy z wytwórnią LA Reid's label HitCo Entertainment. Według raportu Forbes ukazanego w sierpniu 2020 roku D’Amelio zarobiła 2,9 miliona dolarów w ciągu ostatniego roku do czerwca dzięki ofertom sponsorowanym, co czyni ją najlepiej zarabiającą gwiazdą TikToka. W grudniu 2020 roku Dixie wydała swój drugi singiel „One Whole Day” z raperem Wiz Khalifa. 23 lipca ukazał się jej kolejny singiel „Psycho” z udziałem raperki Rubi Rose.
10 czerwca 2022 wydała swój debiutanki album A Letter to Me.

## Życie prywatne
Jest córką polityka Marca D’Amelio i byłej modelki Heidi D’Amelio. Ma młodszą siostrę Charli D’Amelio, która jest Influencerką.
W latach 2020–2022 była w związku z celebrytą Noahem Beckiem.

## Dyskografia

### Albumy
| Rok  | Dane dot. albumu                                                                                  |
| ---- | ------------------------------------------------------------------------------------------------- |
| 2022 | A Letter to Me - Wydany: 10 czerwca 2022 - Wytwórnia: Hitco - Format: streaming, digital download |

### Single
| Rok                                                     | Tytuł                                                         | Album          |
| ------------------------------------------------------- | ------------------------------------------------------------- | -------------- |
| 2020                                                    | „Be Happy” (solo oraz remix z udziałem Blackbear i Lil Mosey) | A Letter to Me |
| 2020                                                    | „Naught List” (z Liam Payne)                                  | –              |
| 2020                                                    | „One Whole Day” (z udziałem Wiz Khalifa)                      | –              |
| 2020                                                    | „Roommates”                                                   | –              |
| 2021                                                    | „Fuckboy”                                                     | –              |
| 2021                                                    | „Psycho” (z udziałem Rubi Rose)                               | –              |
| 2021                                                    | „The Real Thing”                                              | –              |
| 2022                                                    | „Wild”                                                        | A Letter to Me |
| 2022                                                    | „A Letter to Me”                                              | A Letter to Me |
| 2022                                                    | „Someone To Blame”                                            | A Letter to Me |
| „–” oznacza, że singel nie był notowany na danej liście |                                                               |                |

## Nagrody i nominacje
| Rok  | Konkurs                              | Kategoria                          | Rezultat  | Źr.    |
| ---- | ------------------------------------ | ---------------------------------- | --------- | ------ |
| 2020 | People’s Choice Awards               | Social Star                        | Nominacja | [ 19 ] |
| 2021 | iHeartRadio Music Awards             | Social Star                        | Nominacja | [ 20 ] |
| 2021 | MTV Millennial Awards                | Global Creator                     | Nominacja | [ 21 ] |
| 2022 | Nickelodeon Kids’ Choice Awards 2022 | Najlepsza społeczna gwiazda muzyki | Wygrana   | [ 22 ] |